# 경인고속도로
| 2001년 이전 고속국도 노선 (기종점은 2001년 8월 24일 이전을 기준으로 함) | 2001년 이전 고속국도 노선 (기종점은 2001년 8월 24일 이전을 기준으로 함) | 2001년 이전 고속국도 노선 (기종점은 2001년 8월 24일 이전을 기준으로 함) |
| ----------------------------------------------------------------------- | ----------------------------------------------------------------------- | ----------------------------------------------------------------------- |
| 노선 기호와 사용 연도                                                   |                                                                         | 2                                                                       |
| 노선 기호와 사용 연도                                                   | 1983년 ~ 1997년                                                         | 1997년 ~ 2001년                                                         |
| 노선명                                                                  | 경인고속도로 (고속국도 제2호선)                                         | 경인고속도로 (고속국도 제2호선)                                         |
| 기점                                                                    | 서울특별시 양천구                                                       | 서울특별시 양천구                                                       |
| 종점                                                                    | 인천광역시 미추홀구                                                     | 인천광역시 미추홀구                                                     |

경인고속도로(京仁高速道路, 고속국도 제120호선)는 인천광역시 서구 가정동 서인천 나들목을 기점으로, 서울특별시 양천구 신월동 신월 나들목을 종점으로 하는 대한민국의 고속도로로, 대한민국에서 최초로 완전 개통된 고속도로이다.

## 역사
- 1967년 3월 24일 : 착공[1][2]
- 1967년 5월 27일 : 기공식.[1]
- 1967년 9월 2일 : 2급국도 제95호선 서울인천선으로 지정[3]
- 1968년 6월 13일 : 서울특별시 영등포구 양평동3가 ~ 경기도 인천시 신흥동 29.96km 구간 도로구역 결정[4]
- 1968년 12월 21일 : 양평동 ~ 가좌 나들목 23.4km 구간 개통[1][5]
- 1969년 7월 21일 : 가좌 나들목 ~ 인천 나들목 구간 개통
- 1971년 6월 6일 : 인천항 제2도크 구간 (484m) 착공
- 1971년 8월 31일 : 서울 중구 세종로 ~ 경기도 인천시 신흥동 구간을 고속국도 제2호선 서울 ~ 인천선으로 지정[6]
- 1973년 4월 19일 : 인천항 제2도크 구간 (484m) 개통
- 1978년 6월 22일 : 기점을 '서울특별시 종로구 세종로'에서 '서울특별시 영등포구 양평동'으로, 종점을 '경기도 인천시 신흥동'에서 '경기도 인천시 남구 용현동'으로 변경함.[7]
- 1980년 4월 11일 : 도로 수리용 재료적치장 설치로 인해 경기도 부천시 내동 360m 구간 도로구역 결정[8]
- 1981년 11월 7일 : 경인고속도로(경인선)으로 노선명 변경[9]
- 1984년 4월 12일 : 미사용부지인 경기도 부천시 내동 360m 구간 도로구역 해제[10]
- 1985년 9월 12일 : 목동지구 개발로 인해 기점을 '서울특별시 영등포구 양평동'에서 '서울특별시 강서구 신월동'으로 단축.[11]
- 1985년 9월 18일 : 기점 변경으로 기존 서울특별시 영등포구 양평동 ~ 강서구 신월동 구간 도로구역 제외[12]
- 1985년 11월 12일 : 신월 나들목 ~ 양평동 구간 서울특별시로 이관 (현재의 국회대로의 일부)
- 1990년 1월 4일 : 부평 나들목 ~ 신월 나들목 구간 왕복 6차선 확장공사로 인해 서울특별시 양천구 신월동 ~ 인천직할시 북구 효성동 11.7km 구간 도로구역 변경[13]
- 1991년 12월 2일 : 부평 나들목, 부천 나들목에 설치된 7개의 요금소를 폐쇄하고 인천 요금소로 통합 이전.[14]
- 1992년 4월 29일 : 기점을 '서울특별시 강서구 신월동'에서 '서울특별시 양천구 신월동'으로 변경[15]
- 1992년 5월 14일 : 부평 나들목 ~ 신월 나들목 왕복 8차선 확장 개통
- 1993년 9월 4일 : 서인천 나들목 ~ 부평 나들목 왕복 8차선 확장 개통
- 1994년 12월 1일 : 서인천 나들목 ~ 도화 나들목 왕복 6차로 확장 공사로 인해 인천직할시 서구 가정동 ~ 도화동 6.6km 구간 도로구역 변경[16]
- 1995년 12월 4일 : 신월 나들목 ~ 서인천 나들목 13.5km 구간 1차로를 다인승 전용차로로 지정[17]
- 1996년 7월 1일 : 종점을 '인천직할시 남구 용현동'에서 '인천광역시 남구 용현동'으로 변경[18]
- 1997년 2월 14일 : 2000년 12월까지 도화 나들목 ~ 인천 나들목 왕복 5차로 확장 공사로 인해 인천광역시 남구 도화동 ~ 용현동 3.6km 구간 도로구역 변경[19]
- 1998년 1월 26일 : 신월 나들목 ~ 서인천 나들목 13.5km 구간 다인승 전용차로제 폐지[20]
- 1998년 7월 24일 : 서운 분기점 개통
- 1998년 12월 17일 : 도화 나들목 ~ 서인천 나들목 왕복 6차선 확장 개통
- 1999년 12월 8일 : 인천 나들목 ~ 서인천 나들목 10.5km 구간 왕복 6차선 확장 개통[21]
- 2001년 8월 25일 : 기점과 종점을 각각 서울 → 인천에서 인천 → 서울로 변경하고 노선번호를 제2호에서 제120호로 변경.[22]
- 2010년 12월 28일 : 도로명주소에 인천광역시 남구 용현동 인천 나들목부터 신월 나들목까지 23.89km 구간을 경인고속도로로 고시[23]
- 2014년 9월 5일 : 서인천 나들목 서구청 방향·서울 방향 진출입로 임시 폐쇄 및 이설[24][25]
- 2015년 3월 27일 : 국토교통부고시로 기점을 '인천광역시 남구 용현동', 종점을 '서울특별시 양천구 신월동'으로 명시[26]
- 2015년 10월 28일 : 서인천 나들목 서울 방향 진출입로 재개통[27]
- 2017년 11월 30일 : 인천 나들목 ~ 서인천 나들목 구간 일반화 구조 개선 공사 착공[28]
- 2017년 12월 1일 : 인천 나들목 ~ 서인천 나들목 구간 고속국도 지정해제 및 인천광역시로 도로관리권 이관,[29][30] 기점을 '인천광역시 남구 용현동'에서 '인천광역시 서구 가정동'으로 10.45km 구간 단축,[31] 고속도로 총 연장이 23.9km에서 13.44km으로 변경, 경인고속도로 일반화 구간 10.45km 구간을 인천광역시도 제65호선 인천대로로 지정[32]
- 2018년 7월 13일 : 경인고속도로 노선 단축으로 인해 도로명주소에 기점을 인천광역시 미추홀구 용현동에서 인천광역시 서구 가정동으로 변경하고 총 연장을 13.44km 구간으로 변경 고시[33]

## 구성
차로수
- 전 구간 왕복 8차로

총연장
- 13.44km

제한속도
- 전 구간 최고 100km/h, 최저 50km/h

## 나들목 · 분기점
- 여기서 숫자는 진출입교차점 (IC 및 JC) 번호를 말하고, TG는 요금소(tollgate), SA는 휴게소(Service Area)를 뜻한다.
- 거리의 단위는 km이다.

| 번호          | 이름          | 로마자 이름   | 구간 거리     | 누적 거리     | 접속 노선 | 소재지        | 소재지        | 소재지        | 비고          |
| 인천대로 직결 | 인천대로 직결 | 인천대로 직결 | 인천대로 직결 | 인천대로 직결 | 인천대로 직결 | 인천대로 직결 | 인천대로 직결 | 인천대로 직결 | 인천대로 직결 |
| ------------- | ------------- | ------------- | ------------- | ------------- | --- | ------------- | ------------- | ------------- | ------------- |
| 3             | 서인천        | W.Incheon     | -             | 10.38         | 인천대로 국도 제6호선 (봉오대로·가남로·서곶로) 국도 제77호선 (봉오대로·가남로·서곶로) 국가지원지방도 제84호선 (중봉대로) 국가지원지방도 제98호선 (가남로·서곶로) | 인천광역시    | 서구          | 서구          | 기점          |
| 4             | 부평          | Bupyeong      | 3.78          | 14.16         | 국도 제6호선 (아나지로) 국도 제77호선 (아나지로) 계양대로·부평대로                                                                                               | 인천광역시    | 부평구        | 계양구        |               |
| TG            | 인천 요금소   | Incheon TG    |               |               | | 인천광역시    | 부평구        | 계양구        | 본선요금소    |
| 5             | 서운 분기점   | Seoun JC      | 3.12          | 17.28         | 100호선 수도권제1순환고속도로 | 인천광역시    | 부평구        | 계양구        |               |
| 6             | 부천          | Bucheon       | 1.73          | 19.01         | 국도 제6호선 (오정로) 국도 제39호선 (신흥로) 국도 제77호선 (오정로)                                                                                              | 경기도        | 부천시        | 부천시        |               |
| 7             | 신월          | Sinwol        | 4.88          | 23.89         | 서울특별시도 제92호선 (남부순환로) 국회대로 | 서울특별시    | 양천구        | 양천구        | 종점          |
| 국회대로 직결 |               |               |               |               | |               |               |               |               |

## 주요 통과지
인천광역시
- 서구 가정동 - 부평구 청천동 - 계양구 (효성동 - 작전동) - 부평구 (갈산동 - 삼산동) - 계양구 서운동

경기도
- 부천시 오정구 (삼정동 - 내동 - 오정동 - 원종동 - 고강동)

서울특별시
- 양천구 신월동

## 고속도로 지정 해제 구간

### 신월 나들목~ 경인고속입구 교차로 구간
국회대로 신월 나들목 ~ 경인고속입구 교차로 5.5 km 구간은 경인고속도로 개통 당시 경인고속도로의 일부였으며 홍익병원앞 교차로 서쪽 신정동과 화곡동에 걸친 지역에 목동 요금소도 존재했다. 이 구간은 1985년 9월 12일 목동지구 개발로 인해 경인고속도로의 기점이 서울특별시 영등포구 양평동에서 서울특별시 강서구 신월동(신월 나들목)으로 변경됨에 따라 1985년 11월 12일 서울특별시청 관할로 이관됨과 동시에 고속도로에서 해제되었다. 1986년 9월 15일에 '구 경인고속도로'라는 이름으로 자동차 전용도로로 지정되었다.

### 인천 나들목~서인천 나들목구간
2015년 12월 16일 국토교통부와 인천광역시는 경인고속도로의 인천 나들목 ~ 서인천 나들목 구간 (총 10.45km)을 2017년 이관하는 협약을 체결했으며, 이관 이후 장기 계획으로 도화 나들목과 제2경인고속도로 문학 나들목을 연결하는 지하터널 건설이 추진된다. 2017년 12월 1일 인천 나들목 ~ 서인천 나들목 10.45km 구간이 고속도로에서 해제되었으며, 동시에 인천광역시도 제65호선 인천대로로 지정되었다. 해당 구간의 일반화 사업으로 인해 2018년 4월 30일에 주안산단 진출입로가 개통되었고, 같은 해 5월 30일에 방축, 석남 진출입로가 개통되었으며, 인하대 진출입로는 도로 주변 주민들이 방음벽 철거에 따른 소음 공해를 이유로 진출로 개통을 반대하고 있어 진입로만 개통되었다.
| 번호 | 이름     | 로마자 이름 | 구간 거리 | 누적 거리 | 접속 노선 | 소재지     | 소재지   | 비고                                 |
| ---- | -------- | ----------- | --------- | --------- | --- | ---------- | -------- | ------------------------------------ |
|      | 인천     | Incheon     | -         | 0.00      | 국도 제77호선 (아암대로) 국가지원지방도 제84호선 (아암대로) 국가지원지방도 제98호선 (아암대로) 인항로                                                                     | 인천광역시 | 미추홀구 |                                      |
|      | 인하대   |             |           |           | 경인남길 | 인천광역시 | 미추홀구 | 서울방향 진입만 가능                 |
| 1    | 도화     | Dohwa       | 3.70      | 3.70      | 국도 제42호선 (경인로) 국도 제46호선 (경인로) | 인천광역시 | 미추홀구 | 서울방향 진입과 인천방향 진출만 가능 |
|      | 주안산단 |             |           |           | 석정로343번길 석정로347번길 | 인천광역시 | 미추홀구 | 인천방향 진입과 서울방향 진출만 가능 |
|      | 방축     |             |           |           | 장고개로168번길 가재울로32번길 | 인천광역시 | 서구     | 서울방향 진입과 인천방향 진출만 가능 |
| 2    | 가좌     | Gajwa       | 2.56      | 6.26      | 국도 제6호선 (가남로·장고개로) 국도 제46호선 (경인로) 국도 제77호선 (가남로·장고개로) 국가지원지방도 제84호선 (중봉대로) 국가지원지방도 제98호선 (가남로·장고개로) 백범로 | 인천광역시 | 서구     | 서울방향 진입과 인천방향 진출만 가능 |
|      | 석남     | Seongnam    |           |           | 국도 제6호선 (가남로) 국도 제77호선 (가남로) 국가지원지방도 제98호선 (가남로) 가석로                                                                                      | 인천광역시 | 서구     |                                      |
| 3    | 서인천   | W.Incheon   | 4.12      | 10.38     | 경인고속도로 국도 제6호선 (봉오대로·가남로·서곶로) 국도 제77호선 (봉오대로·가남로·서곶로) 국가지원지방도 제84호선 (중봉대로) 국가지원지방도 제98호선 (가남로·서곶로)      | 인천광역시 | 서구     |                                      |

## 사건·사고
- 1969년 8월 16일에 부천 나들목을 지나던 한진고속 급행버스가 앞서가던 삼륜차를 피하려다 검문소를 들이받으면서 승객 50여 명이 부상당하는 사고가 일어났다[39].
- 1971년 10월 10일 오후 4시 10분쯤 서인천 나들목에서 김은하 국회의원의 가족이 탄 승용차가 맞은편에서 달려오던 덤프트럭과 부딪히면서 승용차 기사와 민정희 여사가 그 자리에서 숨지고 자녀와 친척 2명이 부상을 당했다[40].
- 2020년 7월 13일 오전 9시 30분쯤 경인고속도로 부평 나들목으로부터 2km 떨어진 지점에서 인천방향으로 대형 곡물수송 트럭이 적재함을 위로 든 상태로 달리다가 부평 나들목 도로 표지판을 그대로 박아 부서버리는 사고가 발생했다. 다행히도 인명피해는 없었다. 이 사고를 낸 대형 트럭 운전자는 경찰조사에서 적재함에 고인 빗물을 빼내기 위해 적재함을 위로 올렸다가 적재함이 올라간 줄 모르고 경인고속도로를 주행하던 중 부평 나들목 도로 표지판과 충돌하였다고 진술하였다. 이 사고로 경인고속도로 인천방향으로 이동하던 수많은 사람들이 큰 불편을 겪어서 엄청나게 큰 민폐를 끼쳤다. 사고를 처리하는데 4시간이 소요되었고, 오후 1시 30분이 되어서야 정상 통행이 가능해졌다.[41]

## 같이 보기
- 국회대로
- 인천대로
- 제2경인고속도로
- 제3경인고속화도로

## 사진

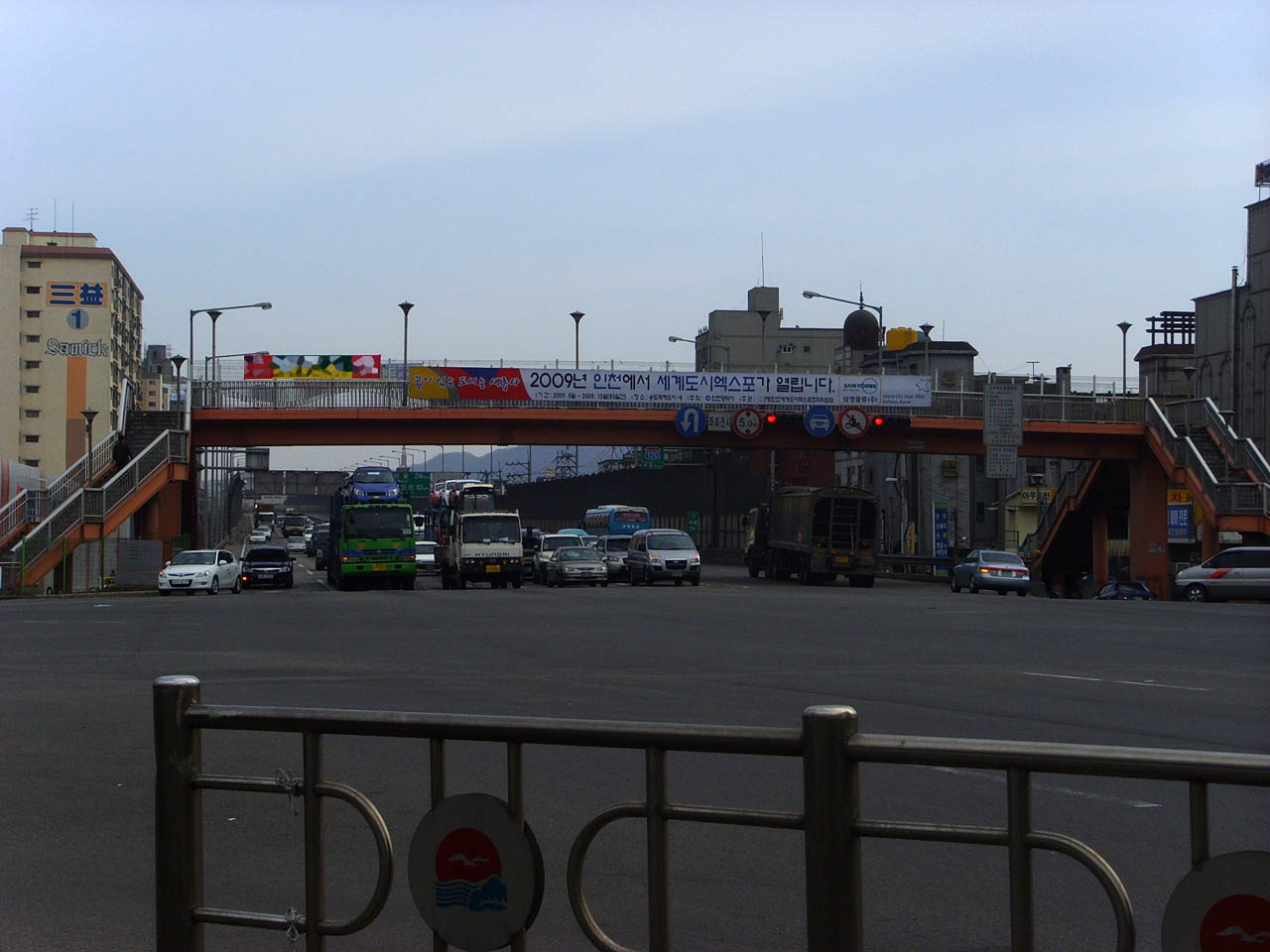
인천 나들목
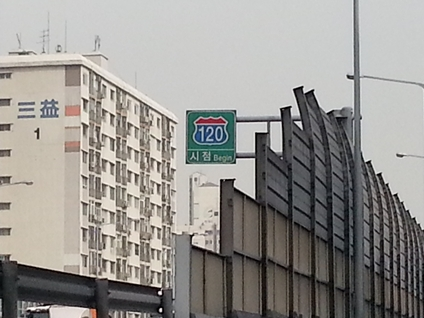
경인고속도로 시점 표지(인천)
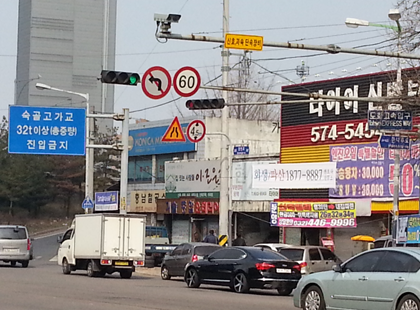
도화 나들목 (인천광역시 미추홀구)
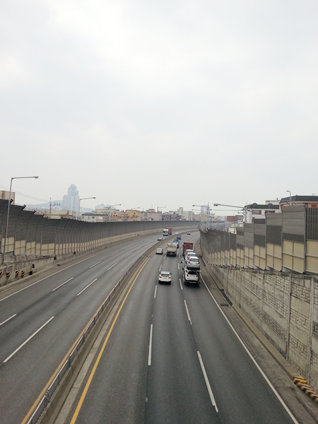
경인북길387번길 육교 위 (서쪽, 인천방향)
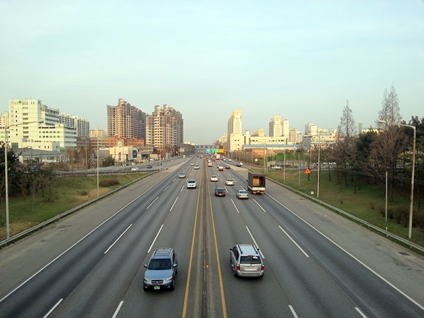
부평IC고가교 위 (동쪽, 서울방향)